# Zsolt Borkai
Zsolt Borkai (ur. 31 sierpnia 1965 w Győrze) – węgierski gimnastyk. Złoty medalista olimpijski z Seulu.
Specjalizował się w ćwiczeniach na koniu z łękami oraz na drążku. W pierwszej konkurencji był mistrzem olimpijskim (1988, wspólnie z Dmitrijem Biłozierczewem i Lubomirem Geraskowem) oraz świata (1987), w drugiej triumfował na mistrzostwach Europy (1985).
W latach 2010–2017 pełnił funkcję prezesa Węgierskiego Komitetu Olimpijskiego.
Do 2019 roku był prezydentem miasta Győr. Zrezygnował z funkcji po ujawnieniu filmu, w którym uczestniczył w orgii z prostytutkami.

## Starty olimpijskie (medale)
Seul 1988
- koń z łękami –  złoto